# Dálnice A8 (Chorvatsko)
Dálnice A8 v Chorvatsku spojuje město Rijeka s centrem Istrijské župy městem Pazin a s dálnicí A9. Délka dálnice je 64,2 km. Provozovatelem je společnost Bina Istra. Část dálnice je vystavěna v polovičním profilu. 

## Trasa dálnice
Dálnice začíná obchvatem města Rijeka dálnicí A7 a vede západním směrem podél Kvarnerského zálivu. U města Opatija se od moře odklání a pokračuje dále 5 km dlouhým tunelem Učka pod pohořím Čićarija k městu Pazin. U obce Kanfanar se pak napojuje na dálnici A9. 